# بيت ردم (صنعاء)

تعديل مصدري - تعديل

بيت ردم هي إحدى قرى الجمهورية اليمنية. تتبع جغرافيا لمحافظة صنعاء و إداريًا لمديرية بني مطر. يبلغ تعداد سكانها 3675 نسمة حسب الإحصاء الذي أجري عام 2004.